# Urban Angels

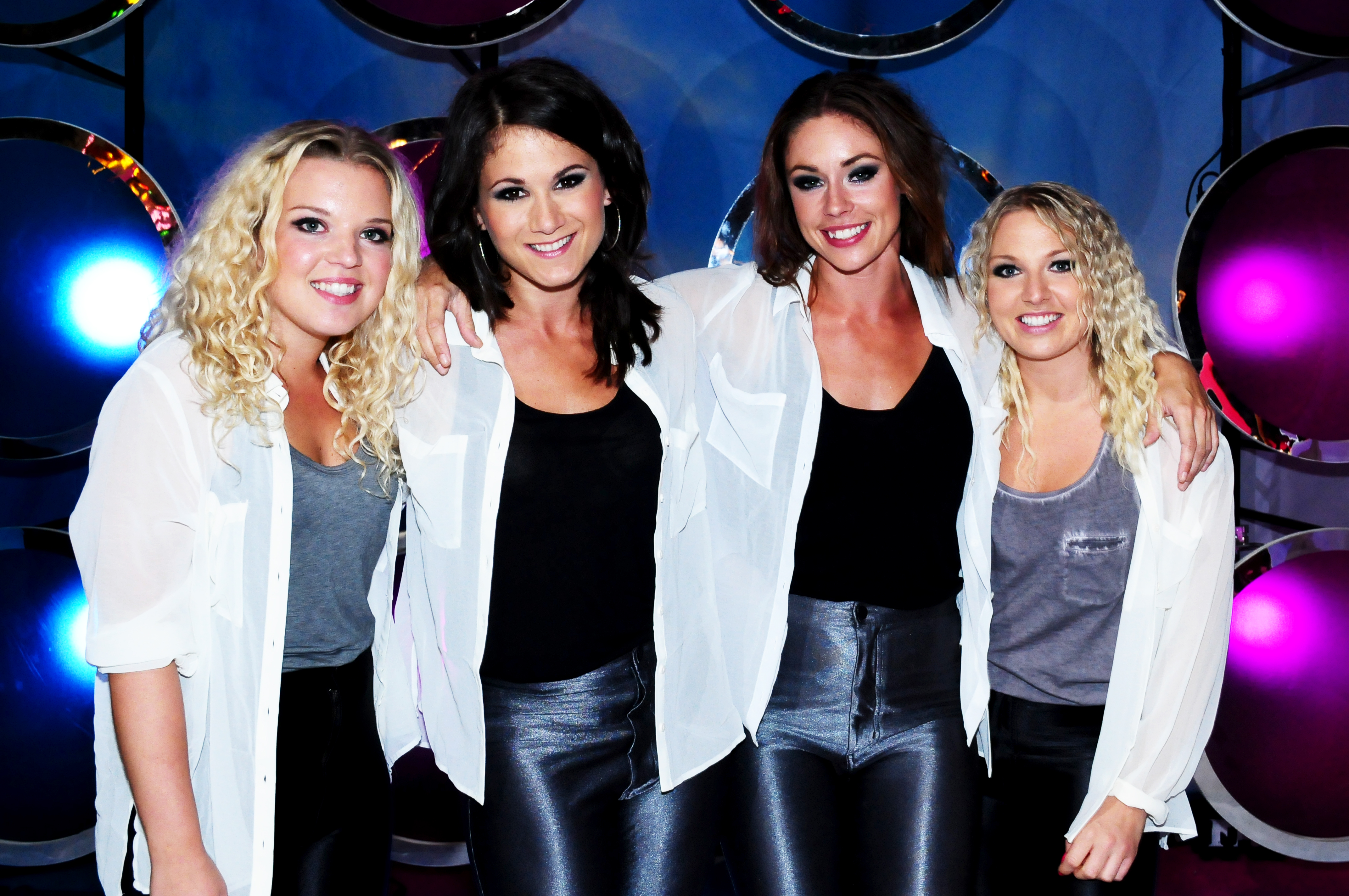
Några av medlemmarna i Urban Angels (f v) Emilia Sandquist, Gabriella Kaiser, Maria Andersson och Bianca Fernström på Sommarkrysset i Stockholm.

Urban Angels är en dansgrupp som startade i början av 2006 och har sedan dess uppträtt på olika evenemang som Sommarkrysset och Melodifestivalen.
I Melodifestivalen 2012 dansade de till Helena Paparizous låt Popular. Även i Sommarkrysset har gruppen medverkat flertalet gånger, bland annat 2012 tillsammans med andra dansgrupper, P*Fect, Micina & Grounded. Man har även arbetat med Mange Schmidt och Afasi & Filthy.

## Medlemmar
Urban Angels medlemmar är Jennie Widegren, Gabriella Kaiser, Ann Svensson, Emilia Sandquist, Maria Andersson, Bianca Fernström, Eva Gardfors, Katarina Nordin, Helena Åkesson och Lisa Åkesson.